# Ptasiak
Ptasiak (niem. Vogelsberg, 1046 m n.p.m.) – szczyt w Karkonoszach, w obrębie Śląskiego Grzbietu.
Położony we wschodniej części Śląskiego Grzbietu, w bocznym grzbiecie odchodzącego od Smogorni ku północy i zakończonym Mostową nad Przesieką. Znajduje się pomiędzy dolinami Podgórnej i Myi.
Zbudowany z granitu karkonoskiego.
Na szczycie liczne skałki - Ptasie Skały.
Porośnięty górnoreglowymi lasami świerkowymi.